# Hrant Bagratyan
Hrant Bagratyan (in armeno Հրանտ Բագրատյան; Erevan, 23 giugno 1953) è un politico armeno.
È stato Primo ministro dell'Armenia dal febbraio 1993 al novembre 1996.